# Milton (Easter Ross)
Milton, schottisch-gälisch: Baile Mhuilinn Anndra, bis in die 1970er Jahre bekannt als Milntown of Tarbat, ist eine kleine Gemeinde in Easter Ross zwischen Kildary und Barbaraville an Schottlands Nordostküste.

## Geschichte
Milton war ein Zentrum für Haferflocken- und später Flachsfaserproduktion, das während der Blütezeit des Clan Ross von vielen umgebenden Bauernhöfen versorgt wurde. Sein Marktkreuz stammt aus dem späten 18. Jahrhundert. Die Mühle wurde von einem Nebenfluss des Balnagown betrieben.
Heute besitzt Milton ein Sozialwohnungsbauviertel im Westen und Norden des ursprünglichen Dorfes, das während der späten 1970er Jahre auf ehemaligem Ackerland erbaut wurde.
Das heute unter Denkmalschutz stehende ursprüngliche Dorf, bietet klassische Scottish Vernacular-Architektur, und eine kurze Entfernung weiter liegt Tarbat Estate, einschließlich Generalmajor Lord MacLeods georgianischem Tarbat House aus dem Jahre 1778, eine heutige Ruine. Die Aussicht von dem Dachgeschoss auf das Anwesen ermöglichte eine spektakuläre Aussicht auf Cromarty Firth.